# Laghman

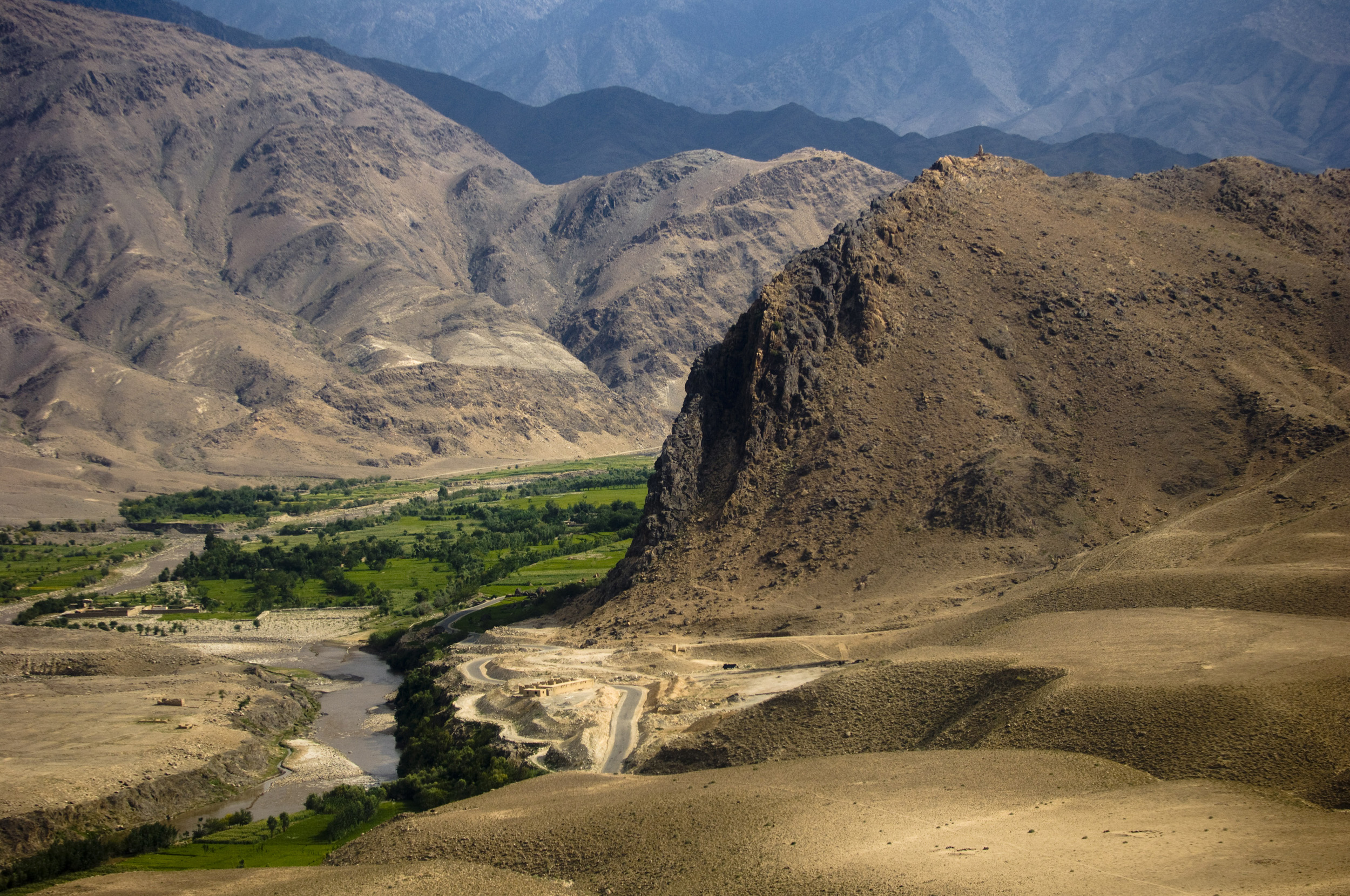

Laghman  (persiska/pashto: لغمان ) är en av Afghanistans 34 provinser, (wilayat). I Laghman bor cirka 386 400 invånare. Provinshuvudorten är Mihtarlam. En knapp majoritet av invånarna är pashtuner och det bor även tadzjiker och andra grupper i provinsen.

## Administrativ indelning
Provinsen är indelad i 5 distrikt.
- Alingar
- Alishing
- Dawlat Shah
- Mihtarlam
- Qarghayi